# Hyloscirtus diabolus
Espèce
Hyloscirtus diabolus est une espèce d'amphibiens de la famille des Hylidae

## Répartition
Cette espèce est endémique de la région d'Amazonas au Pérou. Elle se rencontre entre 2 180 et 2 300 m d'altitude sur le versant Est de la cordillère Centrale.

## Description
Le mâle holotype mesure 82,3 mm.

## Publication originale
- Rivera-Correa, García-Burneo & Grant, 2016 : A new red-eyed of stream treefrog of Hyloscirtus (Anura: Hylidae) from Peru, with comments on the taxonomy of the genus. Zootaxa, no 4061(1), p. 29–40.